# Вторинні матеріальні ресурси
Втори́нні матеріа́льні ресу́рси — матеріали і вироби, які після первинного використання можуть використовуватися повторно.
Наприклад, відпрацьовані мастила після регенерації можуть знову використовуватися за своїм призначенням; відпрацьовані бурильні і насосно-компресорні труби можуть використовуватися на будівництві і т. д.
| Деякі вигоди заміни первинної сировини вторинною у виробництві матеріалів,%, з розрахунку на 1000 т річної продукції | Деякі вигоди заміни первинної сировини вторинною у виробництві матеріалів,%, з розрахунку на 1000 т річної продукції | Деякі вигоди заміни первинної сировини вторинною у виробництві матеріалів,%, з розрахунку на 1000 т річної продукції |
| Показники | Сталь (100% залізного брухту)                                                                                        | Скло (60% склобою)                                                                                                   |
| --- | --- | --- |
| Скорочення: | | |
| забруднень повітря                                                                                                   | 86 | 6—22 |
| забруднень води | 76 | - |
| твердих відходів | 97 | 79 |
| Економія: | | |
| енергії | 74 | 6 |
| води | 40 | 50 |
| природних ресурсів                                                                                                   | 90 | 54 |